# 우나 파밀리아 데 디스
《우나 파밀리아 데 디스》(스페인어: Una familia de diez)은 멕시코의 시트콤이다.